# Trabea natalensis
Trabea natalensis is een spinnensoort in de taxonomische indeling van de wolfspinnen (Lycosidae).
Het dier behoort tot het geslacht Trabea. De wetenschappelijke naam van de soort werd voor het eerst geldig gepubliceerd in 1982 door Anthony Russell-Smith.